# (22603) Davidoconnor
(22603) Davidoconnor (1998 HK133) – planetoida z grupy pasa głównego asteroid okrążająca Słońce w ciągu 4,36 lat w średniej odległości 2,67 j.a. Odkryta 19 kwietnia 1998 roku.